# 아오즈역
아오즈역(일본어: 粟生津駅)은 일본 니가타현 쓰바메시에 위치한 동일본 여객철도 에치고선의 철도역이다. 단선 승강장 1면 1선의 구조를 갖춘 지상역이다.

## 역 주변
- 국도 제116호선

## 역사
- 1914년 7월 20일 : 에치고 철도의 정류장으로서 개설.
- 1916년 6월 20일 : 정거장으로 승격.
- 1927년 10월 1일 : 에치고 철도가 국유화. 국철 에치고선의 소속이 됨.
- 1970년
  - 10월 1일 : 화물 취급 폐지.
  - 시기 불명 : 역사 개축.
- 1987년 4월 1일 : 일본국유철도 분할 민영화에 의해, 동일본 여객철도가 승계.

## 인접 역
| 동일본 여객철도 에치고선 | 동일본 여객철도 에치고선 | 동일본 여객철도 에치고선 |
| ------------------------ | ------------------------ | ------------------------ |
| 분스이 가시와자키 방면   | ■ 에치고선               | 미나미요시다 니가타 방면 |